# Plebicula autumna
Plebicula autumna är en fjärilsart som beskrevs av Ruggero Verity 1946. Plebicula autumna ingår i släktet Plebicula och familjen juvelvingar. Inga underarter finns listade i Catalogue of Life.